# Falkenstein (Austria)
Falkenstein è un comune austriaco di 447 abitanti nel distretto di Mistelbach, in Bassa Austria; ha lo status di comune mercato (Marktgemeinde).